# Catopsilia scylla
Espèce
Catopsilia scylla est un insecte lépidoptère de la famille des Pieridae, de la sous-famille des Coliadinae et du genre Catopsilia.

## Dénomination
Catopsilia scylla a été nommé par Carl von Linné en 1763.

### Noms vernaculaires
Ce papillon se nomme en anglais Orange Emigrant ou Yellow Migrant.

### Sous-espèces
- Catopsilia scylla scylla à Java et Bali.
- Catopsilia scylla asema (Staudinger)
- Catopsilia scylla bangkeiana (Fruhstorfer)
- Catopsilia scylla cornelia (Fabricius, 1787) en Malaisie et à Sumatra.
- Catopsilia scylla etesia (Hewitson, 1867) dans le nord de l'Australie.
- Catopsilia scylla moluccarum Fruhstorfer, 1910 aux  Moluques.
- Catopsilia scylla praerubida (Fruhstorfer) à Florès.
- Catopsilia scylla sidra (Fruhstorfer) à Sumbawa[1].

## Description
Le mâle et la femelle sont d'une couleur jaune, avec des ailes antérieures jaune pâle bordées de foncé et des ailes postérieures jaune orangé.

### Chenille
La chenille est vert clair.

## Biologie
C'est un migrateur.

### Plantes hôtes
Ce sont des Cassias, Cassia obtusifolia, Cassia biflora, Cassia tora, et Cassia fistula,.

## Écologie et distribution
Catopsilia scylla est présent en Birmanie, en Malaisie à Sumatra, à Java, Bali, aux  Moluques et dans le nord de l'Australie.

### Biotope
Les régions chaudes où poussent les Cassias, plantes hôtes de sa chenille.

### Protection
Pas de statut de protection particulier.

## Philatélie
Ce papillon figure sur une émission de l'île de Jersey de 1995 (valeur faciale : 30 p.).